# Badminton House

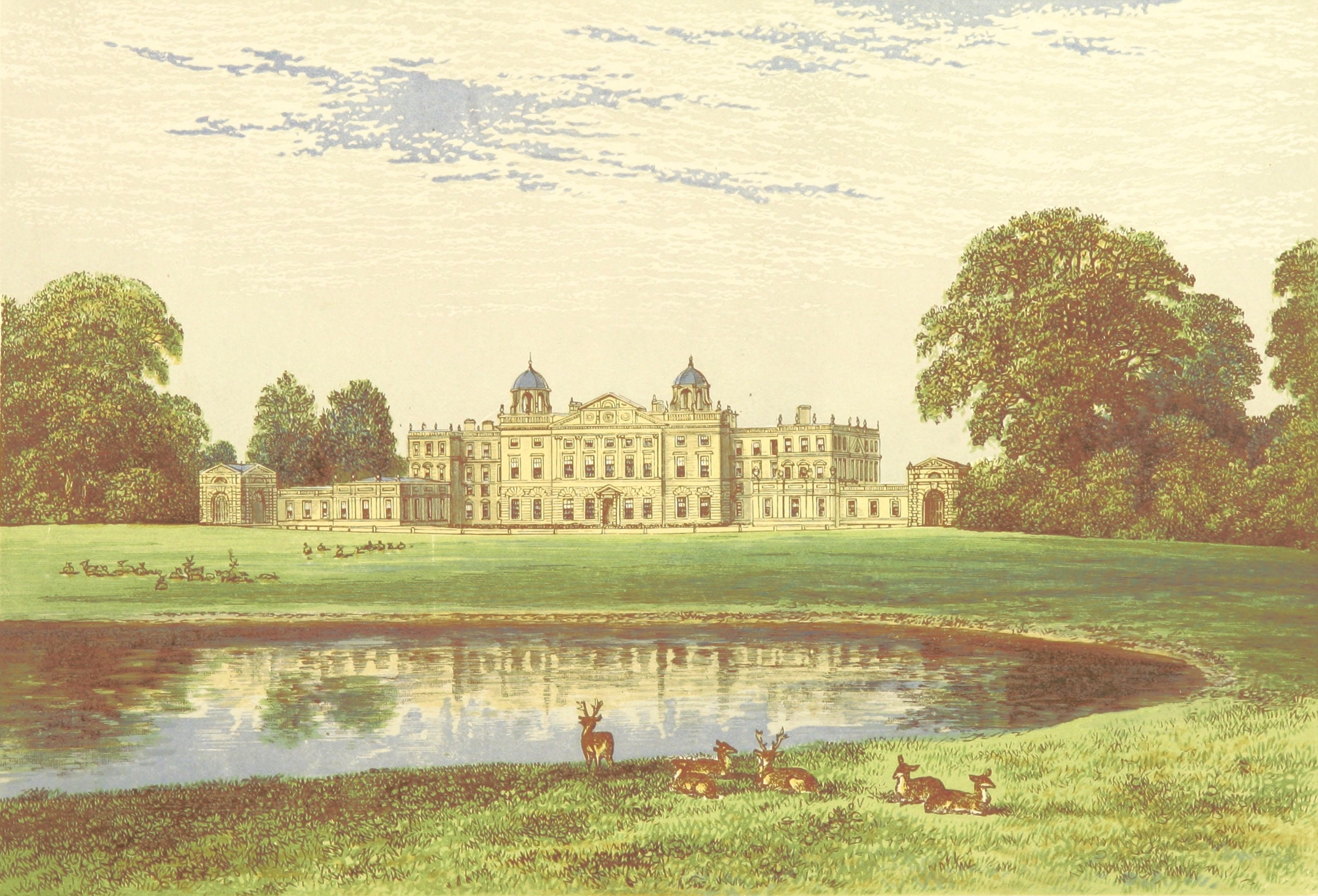
Badminton House nel XIX secolo.

Badminton House è una grande casa di campagna inglese situata nel Gloucestershire in Inghilterra: fu la residenza principale del Duca di Beaufort sin dal tardo XVII secolo, quando la famiglia vi si trasferì da Raglan Castle, andato in rovina nel corso della guerra civile inglese. L'architetto William Kent ampliò e restaurò la dimora in stile palladiano agli inizi del XVIII secolo, lasciando comunque alcuni elementi della vecchia costruzione. Lo sport del badminton venne copiato da un gioco praticato nell'India britannica e reso popolare nella magione, da cui derivò poi il nome dato allo sport.
La regina Maria soggiornò presso Badminton House per gran parte della seconda guerra mondiale. Il suo personale occupò quasi tutto il palazzo, con grande disagio del duca e della duchessa di Beaufort.
Badminton House è anche nota per la caccia alla volpe. I successivi duchi di Beaufort sono stati organizzatori della Beaufort Hunt, che è probabilmente una delle due più famose battute di caccia nel Regno Unito assieme alla Quorn Hunt.
Badminton è stata aperta al pubblico.
Essa è stata utilizzata per alcune scene dei film The Remains of the Day, 28 Days Later, e Pearl Harbor, oltre che nella serie The Gentlemen.